# Ante Jagar
Ante Jagar (Novska, 7. studenog 1867. — Novska, 5. listopada 1899.) bio je hrvatski svećenik, pjesnik i vjersko-pedagoški pisac.

## Životopis
U Požegi je pohađao višu gimnaziju, a posljednja dva razreda u Nadbiskupskom liceju u Zagrebu. Od 1888. do 1892. na Bogoslovnom fakultetu studirao je filozofiju i teologiju.
Godine 1892. zaređen je za svećenika. Od naredne godine bio je vjeroučitelj u Novoj Gradiški. Godine 1895. postaje upravitelj župe u Orubici, a 1896. duhovnik u Psihijatrijskoj bolnici u Vrapču te vjeroučitelj u samostanskoj školi Sestara sv. Vinka Paulskoga u Zagrebu.
Od 1897. godine pomoćni je urednik i suradnik pedagoško-katehetskoga časopisa „Kršćanska škola”. 
Pisao je i pod sljedećim pseudonimima: Bogoslav, -r, A. J. i A. B. J.
Gradska knjižnica i čitaonica u Novskoj od 1966. godine nosi njegovo ime.

## Djela
- „Vjeri i domu” (Nova Gradiška, 1895.)
- „Razmatranje o psovki i proklinjanju” (Zagreb, 1897.)
- „Spasi dušu svoju” (Zagreb, 1898.)
- „Vračanje i gatanje” (Zagreb, 1898.)

### Članci
- Palanović, Eliazbeta. 2005. JAGAR, Ante. Hrvatski biografski leksikon. Zagreb.  journal zahtijeva |journal= (pomoć)